# Альфа: Антитеррор. Мужская работа
Альфа: Антитеррор. Мужская работа — компьютерная игра в жанре пошаговая тактическая стратегия, самостоятельное дополнение к игре «Альфа: Антитеррор», разработанная компанией MiST Land South и изданная компанией GFI / Руссобит-М 7 декабря 2005 года.
Кампания сосредоточена на событиях в Чечне в 2000—2002 годах.

## Сюжет
Подрыв командирского уазика у чеченского села — не самый удачный старт военной карьеры, но именно он стал поворотным моментом в судьбе молодого офицера Российской Армии. Выпускник института, «белый воротничок», изучавший вооруженные конфликты лишь на военной кафедре, попадает в настоящий ад, где кровь, боль и ненависть — отнюдь не пустые слова.
Путь солдата от простого мотострелка до офицера элитнейшего подразделения страны, старые знакомые и новые герои, перипетии личной жизни и настоящее боевое братство.

## Особенности
- Новая кампания (Чечня 2000—2002 гг.)
- Уникальная система анимирования персонажей, «оживляющая» людей и их поведение.
- Масштабные операции с участием подразделений МО и ВВ РФ, с применением тяжёлой техники.
- Новые уникальные тактические возможности и специальные команды для бойцов, выглядывание из-за угла, движение боком.
- Игра по локальной сети, интернет и «хот сит».
- 5 режимов сетевой игры до 6 человек, включая кооперативное прохождение миссий, «штурм», командные бои…
- Внимание: В игре есть настоящий русский мат.

## Игровой процесс
Игрок выступает в роли командира отряда группы «Альфа» или других групп, предусмотренных сюжетом игры. Игра разбита на две стадии: подготовка к операции и собственно сама операция. Игровой процесс во время операции является пофазовым и состоит из следующих фаз: фаза расстановки, фаза планирования, фаза просчёта и фаза визуализации.
- Подготовка к операции. На этой стадии игрок получает информацию об операции, набирает и снаряжает команду. Все операции начинаются с этой стадии.
- Фаза расстановки. В этой фазе игрок расставляет своих бойцов в доступных для этого зонах, задает им позу и направление взгляда. Эта фаза доступна только один раз в самом начале операции.
- Фаза планирования. В этой фазе игрок отдаёт приказы своим бойцам, приказы можно отдавать цепочкой, то есть передвинуться сюда, затем залечь и повернуться в таком-то направлении. Необходимо спланировать действия своих подчиненных на ближайшие 20 секунд (можно и на большее время — всё зависит от личных предпочтений). При планировании следует учитывать возможное местоположение противника, предвидеть его действия, учитывать особенности местности. Подчиненные знают об окружающей обстановке лишь то, что они слышат и видят. Игрок видит и слышит всё то, что видят и слышат подчиненные, плюс у игрока есть возможность обозревать поле боя «сверху».
- Фаза просчёта. Когда планирование завершено, начинается фаза просчёта, в которой осуществляется просчёт выполнения приказов (20 секунд игрового времени), как для подчинённых игрока, так и для бойцов противника.
- Фаза визуализации. Это заключительная фаза, в которой показывается всё, что произошло за 20 секунд. Воспроизведение можно останавливать, перематывать, ускорять и замедлять. Камера свободная, так что всегда можно разглядеть то, что привлечёт внимание. После этой фазы игрок переходит снова в фазу планирования, чтобы спланировать следующие 20 секунд.

## Оружие
Базовое оружие имеет модификации, включая установки оптических прицелов, подствольных гранатомётов. Для многих видов оружия существует возможность использования магазинов повышенной ёмкости или патронов нескольких видов. Оружие варьируется в соответствии с годом, в котором происходит миссия, а также в зависимости от того, какое подразделение в миссии участвует.

## Рецензии и обзоры
| Русскоязычные издания | Русскоязычные издания |
| Издание               | Оценка                |
| --------------------- | --------------------- |
| Absolute Games        | 62 %                  |
| «PC Игры»             | 7/10                  |
| «Игромания»           | 7,5/10                |

«Давно не сидел перед монитором по трое суток подряд? И нервы у тебя крепкие? Да ещё и мнишь себя тактическим гением? Если ответил на все вопросы положительно, можешь испытать себя на прочность в новой игре „Альфа: Антитеррор — Мужская работа“».
«Чем „Альфа-Антитеррор: Мужская работа“ безусловно хороша, так это выверенным стилем и атмосферой, которые тут чувствуются во всем — и в оформлении игрового меню, и в текстах к брифингам и личным делам, и в озвучивании. Стиль этот и атмосферу можно охарактеризовать одним прилагательным, использующимся и в названии самого дополнения — „мужские“. Основные составляющие этой густой атмосферы, наполненной пороховым дымом, запахом никотина и мазута — российский триколор, небритая щетина, письма домой и жесткий, хлесткий язык радиопереговоров…Уже только одно это заставляет вновь и вновь запускать игру».
«„Мужская работа“, как, впрочем, и оригинальная АА, — это сплав жизни и игры. Они претендуют на высокий реализм, условия здесь сильно приближены к действительности».